# Microtheater
Het Microtheater is een klein theater in het centrum van de plaats Delft, in de Nederlandse provincie Zuid-Holland. Het is gevestigd in de Kerkstraat, aan de Noordelijke zijkant van de Nieuwe Kerk.

## Geschiedenis
Het Microtheater werd in 1962 gebouwd als nieuw onderkomen voor de Delftse toneelvereniging de Flits, die daarvoor haar onderkomen had in een pand aan de Asvest. In verband met de aanleg van de Sint-Sebastiaansbrug, werd het deel van de Asvest, waar het oude Microtheater zich bevond, gesloopt. Het theatergezelschap werd reeds opgericht in 1939.
In de Kerkstraat werden twee oude, kleine huisjes gesloopt om plaats te maken voor het Microtheater. In tegenstelling tot wat het ontwerp van het gebouw doet vermoeden, is het pand nooit een pakhuis geweest. De grote openslaande deuren op de eerste verdieping zijn ontworpen om grote decorstukken gemakkelijk het theater in te krijgen.

## Inrichting
In het Microtheater is op de benedenverdieping een foyer en op de bovenverdieping is een toneelzaal gemaakt met plaats voor 66 bezoekers. Aan de achterzijde van het pand is een houten uitbouw aan het gebouw bevestigd waarin de werkruimte van de licht- en geluidstechnici van het theater zich bevindt.

## Activiteiten
In het Microtheater worden door de Flits jaarlijks twee toneelproducties opgevoerd van elk 15 tot 20 voorstellingen. Daarnaast biedt het ruimte aan andere amateurgezelschappen en aan evenementen zoals het Delft Fringe Festival.